# Mugurel Semciuc
Mugurel Semciuc (n. 24 ianuarie 1998, Siret, Suceava, România) este un canotor român. El este medaliat cu argint olimpic și argint la Campionatele Mondiale de Canotaj.
El a câștigat argintul la Campionatele Mondiale de Canotaj din 2019. În 2021, a câștigat medalia de argint la Campionatele Europene de Canotaj și la Jocurile Olimpice de vară de la Tokyo.